# گورو استودیو

لوگوی شرکت گورو استودیو

گورو استودیو (انگلیسی: Guru Studio) شرکت رسانه‌ای کانادایی است، که در سال ۲۰۰۰ توسط فرانک فالکون تأسیس شد.